# Bofu International Plaza Office Tower
La Bofu International Plaza Office Tower est un gratte-ciel construit en 2014 à Changsha en Chine. Il s'élève à 228 mètres pour 60 étages.